# Антонина (растение)
Антонина (лат. Antonina) — монотипный род травянистых растений семейства Яснотковые (Lamiaceae). Включает единственный вид — Антонина слабая (Antonina debilis).

## Ботаническое описание
Однолетние травянистые растения. Стебель восходящий, тонкий, прямой, простой или при основании немного ветвистый, коротковолосистый, 5—15 см высотой. Листья яйцевидные или продолговато-ромбические, 10—20 мм длиной, 5—10 мм шириной, длинночерешковые. Листовые пластинки яйцевидные или продолговато-ромбические, коротко заостренные, цельнокрайные или на верхушке неясно пильчатые, сверху с редкими короткими волосками, снизу гладкие и более бледные, по краям реснитчатые. Черешок почти равен по длине пластинке, реснитчатый.
Цветки по 2—6 на коротких цветоносах, собраны полузонтиками, выходящими из пазух листьев. Прицветники мелкие, линейные, острые, опушенные. Цветоножки тонкие, длиннее или немного короче чашечки. Чашечка 5—7 мм длиной, трубчатая, снизу слегка вздутая, с 13 резко выступающими жилками, внутри голая, снаружи по жилкам реснитчатая, двугубая; верхняя губа с 3 широколанцетными заостренными отогнутыми реснитчатыми зубцами, нижняя губа с 2 ланцетными шиловидно-остроконечными реснитчатыми зубцами, несколько более длинными, чем зубцы верхней губы. Венчик приблизительно равен чашечке, иногда несколько превышает или короче её, беловатый или розоватый, двугубый. Тычинки не длиннее чашечки, в числе 4. Пыльники средних тычинок недоразвитые. Орешки мелкие, 0,5—0,7 см длиной, яйцевидные, голые, бурые.

## Таксономия
Род назван в честь советского ботаника Антонины Георгиевны Борисовой.
Antonina Vved., Bot. Mater. Gerb. Inst. Bot. Akad. Nauk Uzbeksk. S.S.R. 16: 16 (1961).
Часто этот род рассматривается в составе рода Clinopodium L.

### Синонимы вида
- Calamintha annua Schrenk (1842)
- Calamintha caroli-henricana Kit Tan & Sorger (1987)
- Calamintha caucasica Sommier & Levier (1897)
- Calamintha debilis (Bunge) Benth. (1848)
- Clinopodium annuum (Schrenk) Kuntze (1891)
- Clinopodium caroli-henricanum (Kit Tan & Sorger) Govaerts (1999)
- Clinopodium debile (Bunge) Kuntze (1891) — Пахучка слабая
- Melissa debilis (Bunge) Benth. (1834)
- Satureja annua (Schrenk) Briq. (1896)
- Satureja debilis (Bunge) Briq. (1896)
- Thymus debilis Bunge (1830)basionym